# Acanthocis quadridentatus
Acanthocis quadridentatus là một loài bọ cánh cứng trong họ Ciidae. Loài này được Nobuchi & Wada năm Nobuchi miêu tả khoa học năm 1959.